# カドゥケウスZ 2つの超執刀
『カドゥケウスZ 2つの超執刀』（Trauma Center Second Opinion）は、株式会社アトラスから2006年12月2日に発売されたWii用ソフトである。同年11月19日にアメリカで、2007年8月10日にはヨーロッパでも発売。
ニンテンドーDSで発売された『超執刀 カドゥケウス』のリメイク作品に当たる。

## 概要
DS版がタッチペン（もしくは、直タッチ）で操作していたのに対し、こちらはWiiリモコンによるポインティングと、ヌンチャクによる手術器具の選択で操作を行う。グラフィックが全面的に描き直されているほか、新たなシナリオと主人公が追加された。難易度選択も可能となっており、Easy、Normal、Hardの三段階から各ステージ毎に自由に選択出来る仕様が取られている。
Wiiのローンチタイトルとして発売された。DS版と同様に、一見すると章立てされたシナリオを進めるアドベンチャーゲームのようだが、シナリオパートでは選択肢等が一切存在していない純然たるアクションゲームである。アクションパートの難易度は高いため、瞬時に的確な道具を選び状況を見極めて、効果的な処置を施さなければ目的の達成は難しい。
16:9のワイド画面には非対応であり、4:3のノーマル画面でのプレイ専用ソフト（プログレッシブ出力にも非対応）。
キャラクターデザインはDS版と異なり、『ペルソナ2』で副島成記と共にサブキャラクターデザインを勤めた土居政之が担当している。シナリオはDS版と同じく磯貝正吾が手がけた。
北米・欧州ではDS版同様高い人気を誇っており、『Trauma Center Second Opinion』のタイトルで発売されて40万本を越えるヒット作となった。この実績はアトラスの平成19年3月期決算の業績上方修正理由（連結）において、同社の人気ソフト『ペルソナ3』と、『世界樹の迷宮』のヒットと並び説明されており、本作を含めたカドゥケウスシリーズは同社の海外向け主力シリーズとなっていた。
米国任天堂の社長レジー・フィザメはWii発売時のインタビューにおいて、本作を『ゼルダの伝説 トワイライトプリンセス』と並びお気に入りであると述べた。
続編として、同一世界観でありながら舞台や登場人物を一新した『カドゥケウス ニューブラッド』が発売されている。

## ストーリー
あらゆる病の撲滅を目的とする世界組織カドゥケウス。表向きには難病の研究をする機関として認知されているが、その実態は医療テロや劇症型の伝染病と闘うために結成された特殊機関である。
主人公の月森孝介はカドゥケウスの外科医として、死に至る謎の奇病ギルス (guilth) と戦う。

## 追加された手術器具
カウンターショック
前作の心臓マッサージのかわりに導入された。Wiiリモコンとヌンチャクを画面に近づけタイミングよくZボタンとBボタンを押すと心拍数を回復できる。
ペンライト
暗闇の中、術野を部分的に確保することができる。
フラッシュ
暗闇の中、術野を一時的に確保することができる。

## 超執刀
月森とミラはそれぞれ異なる超執刀能力を使うことができる。
月森の能力は、器具の反応速度が通常のまま時の流れを遅くすることが可能となる。ミラの能力は、処置で"OK"・"GOOD"・"COOL"を出すと患者の心拍数を回復させることが可能。
通常シナリオ中それぞれ1回ずつしか使用できない。

## クリア条件
術前カンファレンス・術中の指示通りの処置を行い、制限時間内に患者を心停止させずに閉創すればよい。

## 登場人物
月森孝介声：近藤孝行
ミラ・キミシマ声：渡辺明乃
本作のもう一人の主人公である医者の女性。アメリカ国籍の日系3世で27歳。交換医師としてアメリカから日本にやってきたが、病院勤務の傍ら、とある裏研究に関わった患者の非正規の手術にも携わっている。彼女の使う超執刀は患者の体力を回復させるものであるが、これは古インド医術の気脈の注入を表している。
利根川アンジュ声：川澄綾子
明神さやか声：大浦冬華
古村百恵声：MAI
沓掛真一
沓掛宗二
北崎威一郎
佐倉東吾
新垣修也声：幸田昌明